# Interior Gateway Protocol
El Interior Gateway Protocol (IGP), Protocolo de Pasarela Interna o Protocolo de Pasarela Interior, hace referencia a los protocolos usados dentro de un sistema autónomo.
Por otra parte, un Protocolo de Pasarela Externa o Exterior (Exterior Gateway Protocol o EGP) determina si la red es accesible desde el sistema autónomo, y usa el IGP para resolver el encaminamiento dentro del propio sistema.

## Tipos
Los protocolos de pasarelas interiores se pueden dividir en dos categorías: 
1. Protocolo de encaminamiento Vector-Distancia.
2. Protocolo de encaminamiento Enlace-Estado.

### Protocolos Vector-Distancia
Los protocolos de encaminamiento Vector-Distancia calculan las rutas utilizando el algoritmo de Bellman-Ford. En los protocolos de este tipo, ningún enrutador tiene información completa sobre la topología de red. En lugar de ello, se comunica con los demás routers, enviando y recibiendo información sobre las distancias entre ellos. Así, cada enrutador genera una tabla de enrutamiento que usará en el siguiente ciclo de comunicación, en el que los encaminadores intercambiarán los datos de las tablas. El proceso continuará hasta que todas las tablas alcancen unos valores estables.
Este conjunto de protocolos tienen el inconveniente de ser algo lentos, aunque es cierto que son sencillos de manejar y muy adecuados para redes compuestas por pocas máquinas.
Ejemplos de este tipo de protocolos son:

#### Protocolo de información de encaminamiento
El protocolo de información de encaminamiento (Routing Information Protocol, RIP) utilizado por el protocolo UDP y se comunica a través del puerto 520. Tiene la ventaja de ser muy fácil de configurar, aunque para calcular una ruta solamente tiene en cuenta por cuántas máquinas pasará, y no otros aspectos más importantes como puede ser el ancho de banda.

#### Protocolo de encaminamiento de pasarela interior
El protocolo de encaminamiento de pasarela interior (Interior Gateway Routing Protocol, IGRP) utiliza el protocolo TCP/IP y determina la ruta basándose en el ancho de banda, el retardo, la fiabilidad y la carga del enlace. A diferencia del RIP, no le da tanta importancia a la información de las distancias entre máquinas.

### Protocolos de estado del enlace
En los protocolos de encaminamiento de estado del enlace cada nodo posee información acerca de la totalidad de la topología de red. De esta manera, cada uno puede calcular el siguiente salto a cada posible nodo destino de acuerdo a su conocimiento sobre cómo está compuesta la red. La ruta final será entonces una colección de los mejores saltos posibles entre nodos.
Esto contrasta con el tipo de protocolos Vector-Distancia, en el que cada nodo ha de compartir su tabla de encaminamiento con sus vecinos. En los protocolos de estado del enlace, la única información compartida es aquella concerniente a la construcción de los mapas de conectividad.

#### Protocolo del camino más corto primero
El protocolo Open Shortest Path First (OSPF) utiliza el algoritmo de Dijkstra para calcular la ruta más corta posible. Este protocolo es el más utilizado en redes grandes, porque se puede descomponer en otras más pequeñas para facilitar la configuración. Una red OSPF está dividida en grupos lógicos de encaminadores cuya información se puede resumir para el resto de la red. A estos grupos lógicos se los denomina "áreas".
OSPF es uno de los protocolos de enlace-estado más importantes y se basa en las normas de código abierto, lo que significa que muchos fabricantes lo pueden desarrollar y mejorar.

#### Protocolo de sistema intermediario a sistema intermediario
El protocolo Intermediate System to Intermediate System (IS-IS) tiene un gran parecido al OSPF en tanto que ambos utilizan el estado de enlace para resolver las rutas, pero IS-IS tiene la ventaja de, por ejemplo, soporte para IPv6, lo que permite conectar redes con protocolos de encaminamiento distinto.